# 太金站
太金站（：／ Taegeum yeok */?）是位于韩国全罗南道光阳市金湖洞的一座鐵路站，属于光阳制铁线。

## 历史
- 1987年9月16日 - 落成使用。

## 相鄰車站
韓國鐵道公社
光陽製鐵線
黃吉－太金